# Tentativa e erro
Tentativa e erro é um método fundamental de resolução de problemas, caracterizado por tentativas repetidas e variadas que continuam até o sucesso, ou até que o praticante pare de tentar. Esta forma de pensar tornou-se um dos pilares do racionalismo crítico de Karl Popper.
De acordo com etólogo britânico W. H. Thorpe, o termo foi criado por C. Lloyd Morgan (1852–1936) depois de experimentar frases semelhantes "tentativa e fracasso" e "tentativa e prática". De acordo com o Cânone de Morgan, o comportamento animal deve ser explicado da maneira mais simples possível. Onde o comportamento parece implicar processos mentais superiores, pode ser explicado pela aprendizagem por tentativa e erro. Um exemplo é a maneira habilidosa com que seu terrier Tony abria o portão do jardim, facilmente interpretado como um ato perspicaz por alguém que via o comportamento final. Lloyd Morgan, no entanto, observou e registrou a série de tentativas pelas quais o cão aprendeu, gradualmente, a abrir a porta.
Edward Lee Thorndike foi o iniciador da teoria da aprendizagem por tentativa e erro com base nas descobertas que mostraram como gerenciar um experimento de tentativa e erro no laboratório. Em seu famoso experimento, um gato foi colocado em uma série de caixas de quebra-cabeças para estudar a Lei do Efeito na aprendizagem. Ele planejou aprender curvas que registrassem o tempo de cada tentativa. A principal observação de Thorndike foi que a aprendizagem foi promovida por resultados positivos, que mais tarde foi refinada e ampliada pelo condicionamento operante descreito por B. F. Skinner.